# 奄美離島連続殺人事件
『奄美離島連続殺人事件』（あまみりとうれんぞくさつじんじけん）は、中村啓による日本の推理小説、サスペンス、猟奇小説。旧題は『鬼の棲む楽園』で、宝島社文庫『このミステリーがすごい!』大賞シリーズとして2012年に出版した際に改題された。実在の奄美大島と架空の喜多住島を舞台としている。

## ストーリー
主人公のライターはカリスマ占い師との仕事の打ち合わせで奄美大島へ来た。しかし訪問先で見たものは、脳をくり抜かれたカリスマ占い師の遺体であった。第一発見者として事件を調べて行く内に、｢ノロ神様｣と｢鬼の呪い｣の存在を知って喜多住島へ渡り、事件に巻き込まれてゆく。